# Centro de Conferencias y Exposiciones de Busan
El Centro de Conferencias y Exposiciones de Busan o bien BEXCO (en coreano: 벡스코) es un centro de conferencias y exposiciones situado en la ciudad de Centum, Haeundae-gu, Busan, en el país asiático de Corea del Sur. Ha sido sede de una variedad de eventos, y ha ganado notoriedad como sala de conciertos para los artistas coreanos, así como para artistas internacionales, como los ganadores del premio Grammy Michael Bolton y Dr. Dre, por citar algunos.